# Pont fusible
Un pont fusible est un type de pont conçu pour être emporté en cas de crue du cours d'eau,,. Préférés aux ponts en dur au-dessus de cours d'eau sujets à des crues éclairs ou des laves torrentielles car plus faciles à remplacer et donc plus économiques, ils se rencontrent notamment en Suisse, dans la vallée du Rhône,,. Leur installation est souvent complétée avec des systèmes automatiques de détection des crues et des feux de circulation pour prévenir tout franchissement en cas de danger.